# 古谷敏
古谷 敏（、1943年〈昭和18年〉7月5日 - ）は、日本の俳優、スーツアクター。ビンプロモーション元代表取締役社長。シンビンプロモーション所属。東京都港区西麻布出身。本名は同字異読の古谷 敏（ふるや さとし）。
特撮テレビドラマ『ウルトラQ』で「ケムール人」と「海底原人ラゴン」を、『ウルトラマン』で主役ヒーローウルトラマンをスーツアクターとして、『ウルトラセブン』でウルトラ警備隊のアマギ隊員を顔出しで演じ、ウルトラシリーズの初期を支えた一人として知られる。特にウルトラマンは、古谷の体形を前提としてデザインが確定した。

## 来歴

『アサヒグラフ』1967年1月6日号より

旧東京市麻布区（現・東京都港区西麻布）で、建具屋を営む家の五男として生まれた。
東宝演劇学校卒業後の1960年（昭和35年）、東宝撮影所に第15期ニューフェースで入社。同期には二瓶正也らがいた。幾つかの作品に端役として出演し、1962年（昭和37年）に東宝映画『吼えろ脱獄囚』（福田純監督）で正式に役者デビューする。当初は、いわゆる大部屋俳優の一人だった。
1965年（昭和40年）、東宝本社の指示で業務提携下の円谷プロダクションへ出向。特撮テレビ番組『ウルトラQ』（TBS）へのゲスト出演が、円谷プロ作品とテレビ作品へのデビューだった。顔出しの役だけでなく、当時は「ぬいぐるみ役者」などと称されていた着ぐるみに入るスーツアクターを務めた。
1966年（昭和41年）、『ウルトラQ』の次回作として7月から放送開始した円谷プロの『ウルトラマン』（TBS）で、ウルトラマンのスーツアクターとして出演した。
1967年（昭和42年）、ウルトラシリーズの次回作『ウルトラセブン』（TBS）では、「顔の見える役」としてアマギ隊員役に抜擢される。
『ウルトラセブン』放映終了から1か月後の1968年（昭和43年）10月、怪獣アトラクションショーやサイン会の主催会社「ビンプロモーション」を設立。「アマギ隊員」役で司会をこなし、全国を興行する。1971年（昭和46年）には「株式会社ビンプロモーション」として法人化し、代表取締役社長に就任した。
1972年（昭和47年）、毒蝮三太夫夫妻に仲人を依頼して結婚し、一男一女をもうける。第二次怪獣ブームのなか、各地で怪獣ショーを催し、舞台中継番組『突撃! ヒューマン!!』（日本テレビ、ユニオン映画）では劇中アクションを担当し、番組終了後も同作品のキャラクター興行を手掛けた。
怪獣ショーはスーパーマーケットの出店ラッシュ時には客寄せのために好調で、3億円から4億円もの年商があったが、1980年代に入ると集客力が落ち、1991年（平成3年）にビンプロモーションを解散して負債を抱える。他人に迷惑をかけたという申し訳なさから知人と連絡を絶ち、特撮番組で活躍した経歴を伏せてビル清掃会社で働いた。表舞台から姿を消したため、一時は消息不明として扱われ、死亡説なども伝えられた。
2007年（平成19年）、当時はすでに故人となっていた成田の原画展を伝える新聞記事を見て会場を訪ね、来場者名簿に記入して帰ると、彼の妻から「ビンさんが来てくれるなんて」と涙声で電話がかかってきた。それがきっかけで数週間後、『ウルトラセブン』でアンヌ隊員を演じたひし美ゆり子から「ずっと捜していた」と連絡が入り、『ウルトラマン』でフジ・アキコ隊員を演じた桜井浩子ら円谷プロ時代の関係者との連絡を再び取り合うようになる。それまで「ウルトラシリーズ」など出演作の再映を除き、本人があえて距離を置いていたため、長らくマスコミへの露出は無かったが、11月にひし美のブログで古谷の元気な姿が紹介された。
2008年（平成20年）、CS局ファミリー劇場で放送された『ウルトラセブン超百科』にナビゲーターとして出演。また、同年には劇場映画『ギララの逆襲/洞爺湖サミット危機一発』（松竹）で俳優として復帰した。
2009年（平成21年）12月21日、初の自叙伝『ウルトラマンになった男』（小学館）を上梓し、これまで語られなかった『ウルトラマン』での苦労や思い、撮影の裏話などを初めて明かした。
2013年（平成23年）10月18日、『ウルトラマン HD Remaster2.0 Blu-ray BOX II』の発売を記念して六本木ヒルズで行われたイベントに『ウルトラマン』で共演した黒部進や桜井と共に出席し、自身は47年ぶりにウルトラマンのスーツを着て登場した。
2022年（令和4年）1月、YouTubeチャンネル『古谷敏の夢道TV』を開設。『ウルトラマン』の撮影秘話やエピソードなどのトークを繰り広げている。

## 人物・エピソード
特技はタップダンス。
東宝に入った際に助監督に気に入られなさいとの教えを受け、実際に福田純の助監督を務めた長野卓や本多猪四郎の助監督を務めた梶田興治らに気に入られたことで役を得られたと述懐している。
東宝に入って一番嬉しかったことは俳優が使用する東宝サロンに入ることができたことであったが、飲食代が高いため食事はスタッフで賑わう第2食堂でとっていた。なお、当時の東宝は日活や大映とライバルだったため、それらが所在する調布市には行くなと東宝の連中から言われていたが、深大寺の蕎麦は食べに行ったという。
『怪獣大戦争』（1965年）では、ジェームズ・ディーンの親友であるニック・アダムスと共演し、話をしたいという気持ちはあったが英語が喋れないため挨拶を交わすことぐらいしかできなかったという。
2013年（平成25年）7月6日に予定していた70歳を祝う会では、200人の枠に応募者が殺到するという予想以上の反響から、大きな混乱を避けるために中止する事態となり、ブログで中止の報告と謝罪を行った。

### ウルトラシリーズでのエピソード
「ぬいぐるみ役者」としての初の仕事は、『ウルトラQ』で演じた宇宙人ケムール人と海底原人ラゴンだった。ケムール人役は、身長181センチメートルで痩せていて8頭身という体形からオファーされた。「こんなのに入るのは嫌だ」と渋ったが、撮影まで時間がないと頼まれて引き受けた。
続く『ウルトラマン』での主役ヒーロー「ウルトラマン」役の抜擢は、先述のケムール人役での長身痩躯に惚れ込んだデザイナーの成田亨から寄せられた、「ビンさんしかいない」との強い要望による。古谷はケムール人役やラゴン役に苦しかった思い出しかなく気乗りしなかったが、成田はウルトラマン役を演じてもらうため、何週間も古谷と直接交渉し続けた末に口説き落としている。当初は断っていた古谷の側にも、当時は映画が斜陽になっていた時期なので、「テレビ出演はチャンスである」との考えがあった。また、祖母に後押しされて決心したが、演じるに際して円谷プロにスーツアクターの待遇を良くするよう、条件を出したという。
このウルトラマンのマスクは、古谷のライフマスクから採った石膏型を基に製作された。古谷としては当初、俳優としての「顔の見えない役」に対する複雑な感情があり、途中で何度か降板を考えたという。しかし、番組開始後には徐々に高まっていく子供たちのウルトラマンに対する反響に感動し、やがて全力で取り組んでいった。
古谷が演じたウルトラマンの戦闘態勢は、上体を前屈させた独特の構えが大きな特徴である。この姿勢の理由については、満田かずほによる「ぬいぐるみ演技に不慣れな古谷が火薬を使った撮影に腰がひけた姿勢になり、これが逆に“腰を落とし怪獣との間合いを取る”姿に見えて結果的に定着した」との解釈がこれまでの定説であった。しかし、古谷本人によれば火薬を使った撮影に恐怖感もあったものの、実際にはこの姿勢は演技上意図されたものであるほか、少年時代に見た映画『理由なき反抗』に出演していたジェームズ・ディーンがナイフを持った決闘シーンで見せた前傾姿勢を参考にしたもので、これに古谷の長身を画面に収めるため、高野宏一特技監督からより前屈みになるよう指示されたことが加わり、古谷自身の演技意図によって最終的に完成したものであるという。やや腰が引けた姿勢には、ウルトラマンは自分から攻撃せず、受け身で戦うというメッセージも込められている。
成田は次作『ウルトラセブン』でも主役ヒーローのウルトラセブン役を古谷に求めたが、俳優としてのこだわりから古谷はこれを固辞し、成田を残念がらせた。その結果、ウルトラセブン役は上西弘次が担当することとなった。
『ウルトラセブン』では『ウルトラマン』で科学特捜隊の制服を羨ましく思っていただけに顔を出せることが嬉しく、「テレビを見てね」と実家や親戚に電話した。かつてのスーツアクターとしてウルトラセブンの動きにも関心が向き、時代劇の殺陣で経験を積んだ上西の演技を、力強く重みがあって武士のようだと感じたと回想している。
『ウルトラセブン』放映開始から1か月あまりが過ぎたころ、共演していた毒蝮三太夫とボウリングを楽しんだ後に話していた折、演技に精彩がないと指摘された。これは、週刊誌に「アマギ隊員役への抜擢は『ウルトラマン』でのスーツアクター役への慰労」と書かれたことに、俳優として評価されたわけではないと落ち込んでいたためであった。毒蝮から、「ウルトラマンとしての演技に感動したファンを裏切ってはいけない」と諭され、以後は発奮して知的でスマートなアマギ隊員の役どころを確立した。
ウルトラマンのスーツアクター時代の思い出と苦労話で「特に一番怖かったこと」として、「水中撮影でマスクの中に入ってきた水が、密着しているスーツとマスクから抜けず、本番中におぼれた」というエピソードが挙げられる。
「撮影は過酷だった。特に怖いのが水と火。米国製ウェットスーツに手を加えたゴム製スーツに、大きな電池を内蔵した重い仮面を身につけていたが、水のシーンで頭まで沈んだら、仮面の中にどんどん水が入ってきて息ができなくなり、死ぬかと思った。今とは違って本物の火も撮影に使っていて、熱風がスーツの隙間から入ってきた。苦しくてもがいていたのに、『いい演技だね』と褒められたり、当時はスポーツドリンクもなかったから、脱水を防ぐために水道水とレモン、塩を用意していた。救急車を呼ばなかったのが奇跡と思えるほど過酷だった」
ウルトラマンには武器の設定がなく、飯島敏宏監督と高野宏一カメラマンと3人でスペシウム光線を考えた。「スペシウム光線のこのポーズ、体に型を覚えさせるため1日300回、練習していた。誰にもできない型をやる、という俳優としての意地もあった。実は駅やホテルなど鏡があると今でもポーズを取ってしまう。昨年、米国のイベントに呼ばれて行ったら、サインを求める大行列が出来た」
『ウルトラマン』放送当時は何人もの女性からモテたという。
東宝の先輩俳優であり『ウルトラマン』で怪獣役などを務めた中島春雄は、古谷は東宝の映画が減り始めたころにデビューしたため思うような役が得られず苦労した世代であるといい、前例のないところからウルトラマン役を確立していって立派であったと評している。古谷は中島について「一番怖い怪獣」と述べているが、中島自身は古谷が我慢強く一生懸命であったので強い言葉を言ったことはないと述懐している。一方、立ち回りについては古谷の体が細く力もなかったため、怪獣を投げる場面では中島が勢いよく転がる一人芝居を行っていたという。
2009年（平成21年）12月21日に、初の自叙伝『ウルトラマンになった男』（小学館）が出版された。これまで語られなかった苦労や思い、撮影の裏話などが初めて明かされている。2010年1月29日に行なわれた出版記念サイン会では『ウルトラマン』『ウルトラセブン』当時を知るファンが駆けつけ、「アマギ隊員に会えるなんて！」「もう光の国に帰らないで下さい」などと激励・握手攻めとなった。

## 出演作品

### 映画作品
- モスラ（1961年、本多猪四郎監督 東宝） - 新聞社カメラマン[出典 3]、小美人ショー観客[3]、インファント島原住民[12]
- 世界大戦争（1961年、松林宗恵監督 東宝） - 笠置丸船員[要出典]
- 妖星ゴラス（1962年、本多猪四郎監督 東宝） - 記者[5]
- 吼えろ脱獄囚（1962年、福田純監督 東宝） - 健
- クレージー映画（東宝）
  - ニッポン無責任時代（1962年、古澤憲吾監督） - マドリッドの客
  - 大冒険（1965年、古澤憲吾監督） - 週刊トップ記者、クラブ・サハラの客、ホテルメリケンのボーイ [3役][要出典]
  - クレージーの無責任清水港（1966年） - 野次馬[注釈 6]
  - 日本一のゴリガン男（1966年、古澤憲吾監督） - バー「WATER」のボーイ
- ゴジラシリーズ（東宝）
  - キングコング対ゴジラ（1962年、本多猪四郎監督） - 自衛隊通信員[6]
  - モスラ対ゴジラ（1964年 本多猪四郎監督） - 警官[6]
  - 三大怪獣 地球最大の決戦（1964年、本多猪四郎監督） - 調査隊員3[出典 4]、空を見る松本市民[3][6][注釈 7]、警官[6][12]
  - 怪獣大戦争（1965年、本多猪四郎監督）- X星人[31][13]
- 若い季節（1962年、古澤憲吾監督 東宝）
- 天国と地獄（1963年、黒澤明監督 東宝） - 横浜駅の駅員[注釈 6]
- 海底軍艦（1963年、本多猪四郎監督 東宝） - 陸上自衛隊員[要出典]
- 今日もわれ大空にあり（1964年、古澤憲吾監督 東宝） - パイロット
- 君も出世ができる（1964年、須川栄三監督 東宝） - 東和観光社員
- 宇宙大怪獣ドゴラ（1964年、本多猪四郎監督 東宝） - 自衛隊員[6]
- 太平洋奇跡の作戦 キスカ（1965年 丸山誠治監督） - キスカ島の参謀[要出典][注釈 6]
- フランケンシュタイン対地底怪獣（1965年、本多猪四郎監督 東宝） - 岡山の群集[要出典]
- エレキの若大将（1965年、岩内克己監督 東宝） - 田能久の客
- フランケンシュタインの怪獣 サンダ対ガイラ（1966年、本多猪四郎監督 東宝） - 海上保安部職員[2]
- お嫁においで（1966年、本多猪四郎監督 東宝） - 保の友達、東京相互タクシーの運転手 [2役]
- ギララの逆襲 洞爺湖サミット危機一発（2008年、河崎実監督 松竹） - 高峰参謀[32]
- ウルトラシリーズ
  - 大怪獣バトル ウルトラ銀河伝説 THE MOVIE（2009年、坂本浩一監督 ワーナー・ブラザース） - 光の国の住人
  - シン・ウルトラマン（2022年、樋口真嗣監督） - ウルトラマンCG原型モデル、ウルトラマン（モーションアクションアクター）[33]
- 地球防衛ガールズP9（2011年、河崎実監督） - ヤナギ
- インターミッション（2013年、樋口尚文監督） - 映画館の観客[34]
- 地球防衛未亡人（2014年、河崎実監督） - キャスター
- 大怪獣モノ（2016年、河崎実監督） - 神倉防衛長官
- 大仏廻国 The Great Buddha Arrival 2020年版（2020年、横川寛人監督） - 枝正和義[35]
- ネズラ1964（2021年、横川寛人監督） - オヤジ[36]
- 電エースカオス（2023年12月22日、エクストリーム）[37]
- 還暦高校生（2025年、河崎実監督）[38]

### テレビドラマ作品
- ウルトラシリーズ
  - ウルトラQ（1966年、円谷プロ / TBS）
    - 第4話「マンモスフラワー」 - 皇居の野次馬[注釈 6]
    - 第19話「2020年の挑戦」 - 誘拐怪人ケムール人[出典 5]
    - 第20話「海底原人ラゴン」 - 海底原人ラゴン[出典 6]
    - 第24話「ゴーガの像」 - 密輸団員・蜂（岩倉孫一郎の部下）[注釈 6]

  - ウルトラマン（1966年 - 1967年、円谷プロ / TBS） - ウルトラマン[出典 7]
    - 第10話「謎の恐竜基地」（1966年） - ホテルの従業員 [注釈 6]
    - 第39話「さらばウルトラマン」（1967年） - ゾフィー[41][注釈 6]

  - ウルトラセブン（1967年 - 1968年、円谷プロ / TBS） - アマギ隊員（レギュラー）[2][5]
  - ウルトラゾーン 第12話「ラゴンの恩返し」（2011年、円谷プロ / tvk） - 昭夫
- 愛妻くん 第23話「妻をめとらば」（1966年、TBS / 日活）
- 怪奇大作戦 第10話「死を呼ぶ電波」（1968年、円谷プロ / TBS） - 全国運送経理課長・村木秋彦
- 戦え! マイティジャック 第21話「亡霊の仮面をはぎとれ!」（1968年、円谷プロ / CX） - アップルの医師
- チャンス 第4話「夢と欲望の彼方」（2010年、NHK）
- 虎に翼 （2024年、NHK） - 若島武吉

### その他のテレビ番組
- ウルトラシリーズ関連番組
  - ウルトラマン前夜祭 ウルトラマン誕生（1966年7月10日放送、TBS） - ウルトラマン
  - ウルトラセブン超百科（2008年 CS / ファミリー劇場）
  - 4Kで進化するウルトラセブン[42]（2020年9月5日、NHK BS4K / 2020年9月22日、NHK BSプレミアム）
- ヤング720（1966年11月4日放送 TBS）
- 開運!なんでも鑑定団（2012年2月21日放送 テレビ東京）
- 激レアさんを連れてきた。（2020年2月15日放送 テレビ朝日）[43]

### ラジオ出演
- 爆笑問題の日曜サンデー：ウルトラマン特集（2009年7月19日放送 TBSラジオ）
- 大竹まこと ゴールデンラジオ!（2010年1月20日生放送 文化放送）

### オリジナルビデオ
- 電エースキック（2019年、リバートップ）
  - 電エースウェディング（2020年、リバートップ）※電エースキックの結末差し替えバージョン

### 舞台作品
- 朗読劇『銀河鉄道の夜』（2010年 東京・永田町 星陵会館） - カムパネルラの父親
- 朗読劇『星の王子さま』（2010年 東京・永田町 星陵会館） - 主演 サン = テグジュペリ、パイロット

※いずれも、スターワルツ作品 清水マリ、西塔紅美、水垣洋子、土屋嘉男と共演

### 劇場アニメ作品
- 算法少女（2016年） - 千葉桃三[要出典]

## 殺陣
- 突撃! ヒューマン!!（1972年、日本テレビ / ユニオン映画）※ビンプロモーションとして

## 著書
- 『ウルトラマンになった男』（小学館）2009年12月21日発売

## 古谷敏（に該当する役）を演じた俳優
テレビドラマ
- 京本政樹（『ウルトラマンをつくった男たち 星の林に月の舟』1989年、円谷プロ / TBS） - ウルトラマンのスーツアクター・大島 役
- 松戸俊二（『私が愛したウルトラセブン』1993年、円谷プロ / NHK） - アマギ役